# Geomicrobiologia

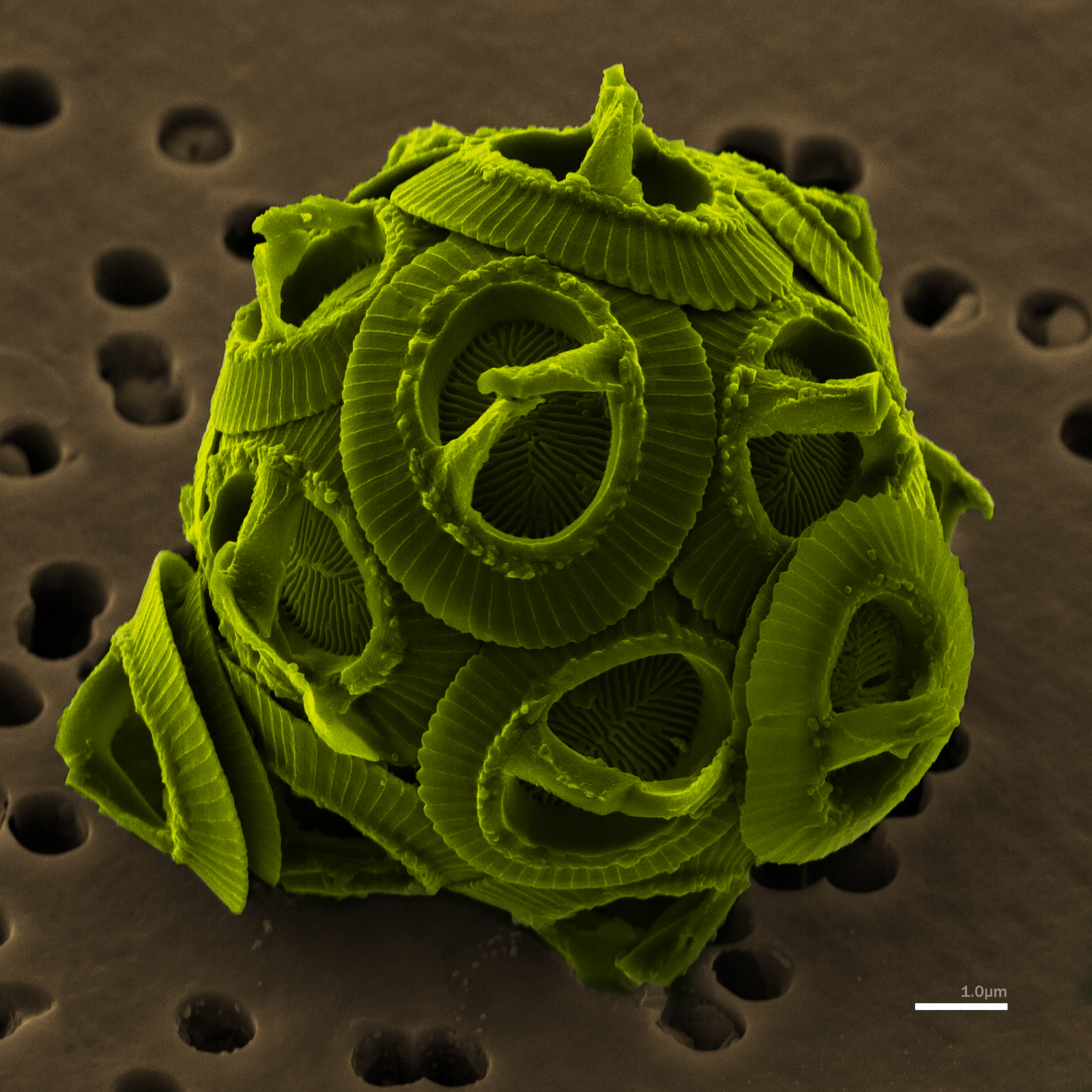
O cocolitóforo pode se tornar um importante sumidouro de carbono à medida que a acidez do oceano aumenta.

Geomicrobiologia é o campo científico na interseção entre geologia e microbiologia e uma importante subárea da geobiologia. Ela trata do papel dos microrganismos e dos efeitos de minerais e metais no crescimento, atividade e sobrevivência microbiana. Essas interações ocorrem na geosfera (rochas, minerais, solos e sedimentos), na atmosfera e na hidrosfera. A geomicrobiologia estuda microrganismos que impulsionam os ciclos biogeoquímicos da Terra. As aplicações incluem, por exemplo, biorremediação, mineração, mitigação das mudanças climáticas e o fornecimento público de água potável.

## Estudo

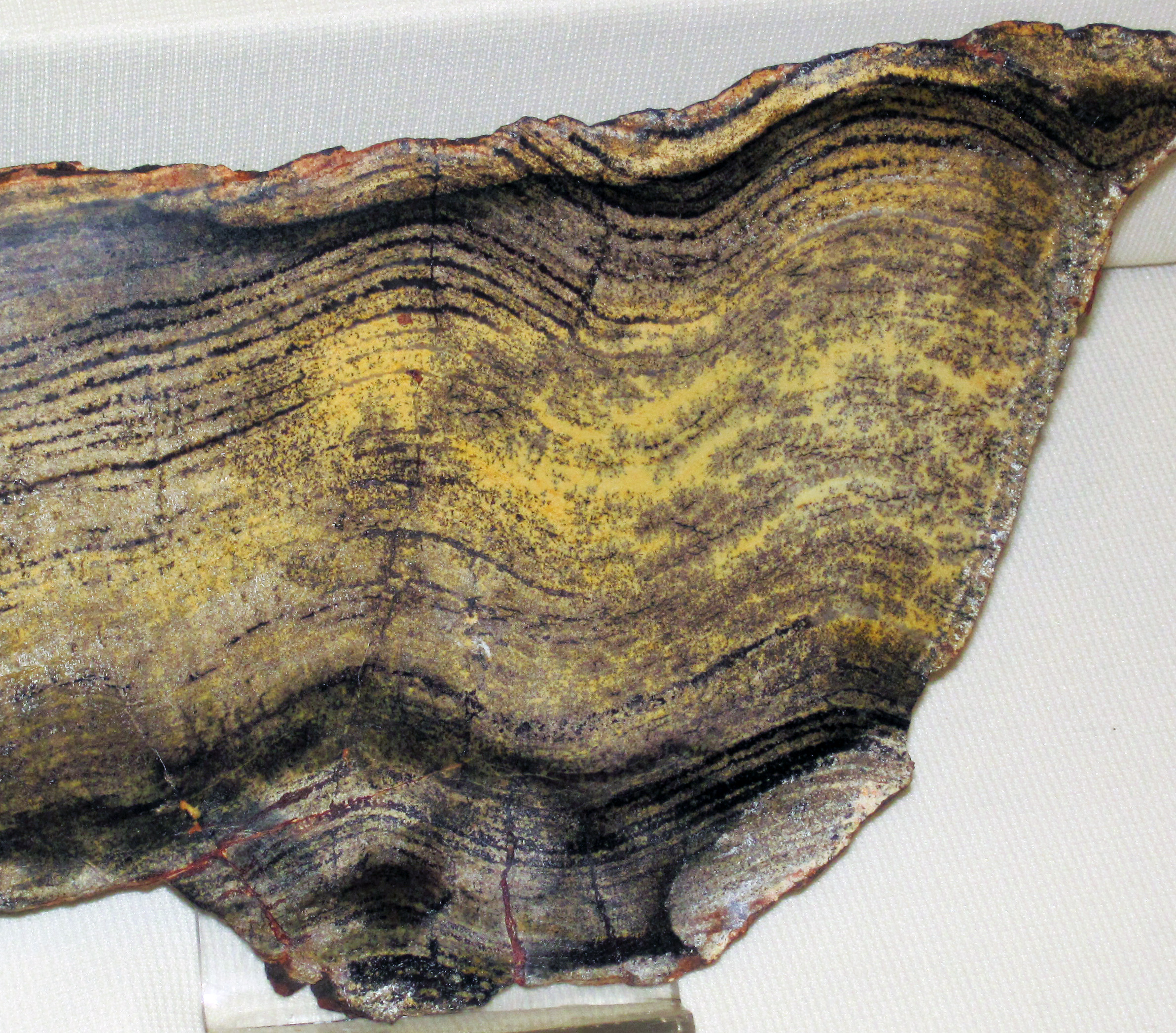
Estromatólito do Paleoarqueano (3,35–3,46 bilhões de anos) da Austrália Ocidental.

Um campo comum de estudo dentro da geomicrobiologia é a origem da vida na Terra ou em outros planetas. Diversas interações entre rochas e água, como serpentinização e radiólise da água, são fontes potenciais de energia para sustentar comunidades microbianas na Terra primitiva e em outros corpos planetários, como Marte, Europa e Encélado.
As interações entre microrganismos e sedimentos registram algumas das primeiras evidências de vida na Terra. Informações sobre a vida durante a Terra Arqueana estão preservadas em fósseis bacterianos e estromatólitos encontrados em litologias precipitadas, como sílex ou carbonatos. Evidências adicionais de vida primitiva, cerca de 3,5 bilhões de anos atrás, podem ser encontradas na Austrália, indicando que parte da vida mais antiga ocorreu em fontes termais. As estruturas sedimentares induzidas microbianamente (MISS) são encontradas em registros geológicos com até 3,2 bilhões de anos de idade. Elas são formadas pela interação de tapetes microbianos e dinâmicas físicas do sedimento.

### Extremófilos

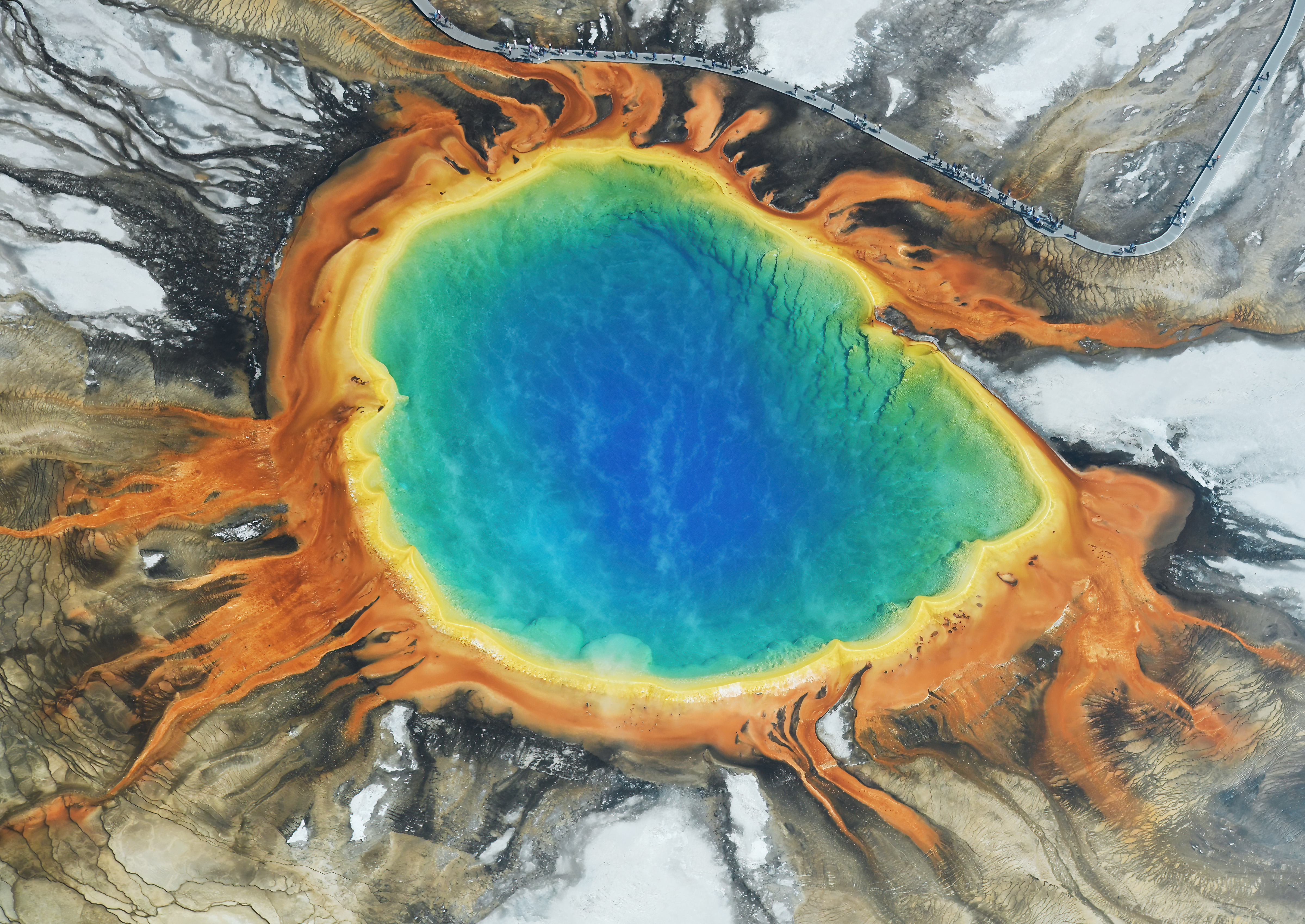
As cores no Parque Nacional de Yellowstone são devidas aos tapetes de bactérias termofílicas.

Outra área de investigação na geomicrobiologia é o estudo de organismos extremófilos, microrganismos que prosperam em ambientes normalmente considerados hostis à vida. Esses ambientes podem incluir locais extremamente quentes (como fontes termais ou fontes hidrotermais de dorsal meso-oceânica), ambientes extremamente salinos ou até mesmo ambientes espaciais, como o solo marciano ou cometas.
Pesquisas em ambientes de lagoas hipersalinas no Brasil e na Austrália, bem como em lagos levemente salinos no noroeste da China, mostraram que bactérias anaeróbias podem estar diretamente envolvidas na formação de dolomita. Isso sugere que a alteração e substituição de sedimentos de calcário pela dolomitização em rochas antigas pode ter sido auxiliada pelos ancestrais dessas bactérias anaeróbias. Em julho de 2019, um estudo científico da Mina Kidd no Canadá descobriu organismos que respiram enxofre e vivem a 2.400 metros de profundidade. Esses organismos são notáveis também por se alimentarem de rochas, como a pirita.

## Interação
Sabe-se que os microrganismos impactam os aquíferos ao modificar suas taxas de dissolução. No aquífero da crosta oceânica, o maior da Terra, comunidades microbianas podem impactar a produtividade dos oceanos, a química da água do mar, assim como o ciclo geoquímico em toda a geosfera. Os minerais afetam a composição e abundância dessas comunidades microbianas presentes no subsolo oceânico.

## Uso ambiental
Microrganismos estão sendo estudados e usados para degradar poluentes orgânicos e até mesmo resíduos nucleares (como Deinococcus radiodurans) e auxiliar na limpeza ambiental. Uma aplicação da geomicrobiologia é a biolixiviação, que utiliza microrganismos para extrair metais de resíduos de minas.

### Solo e sedimento

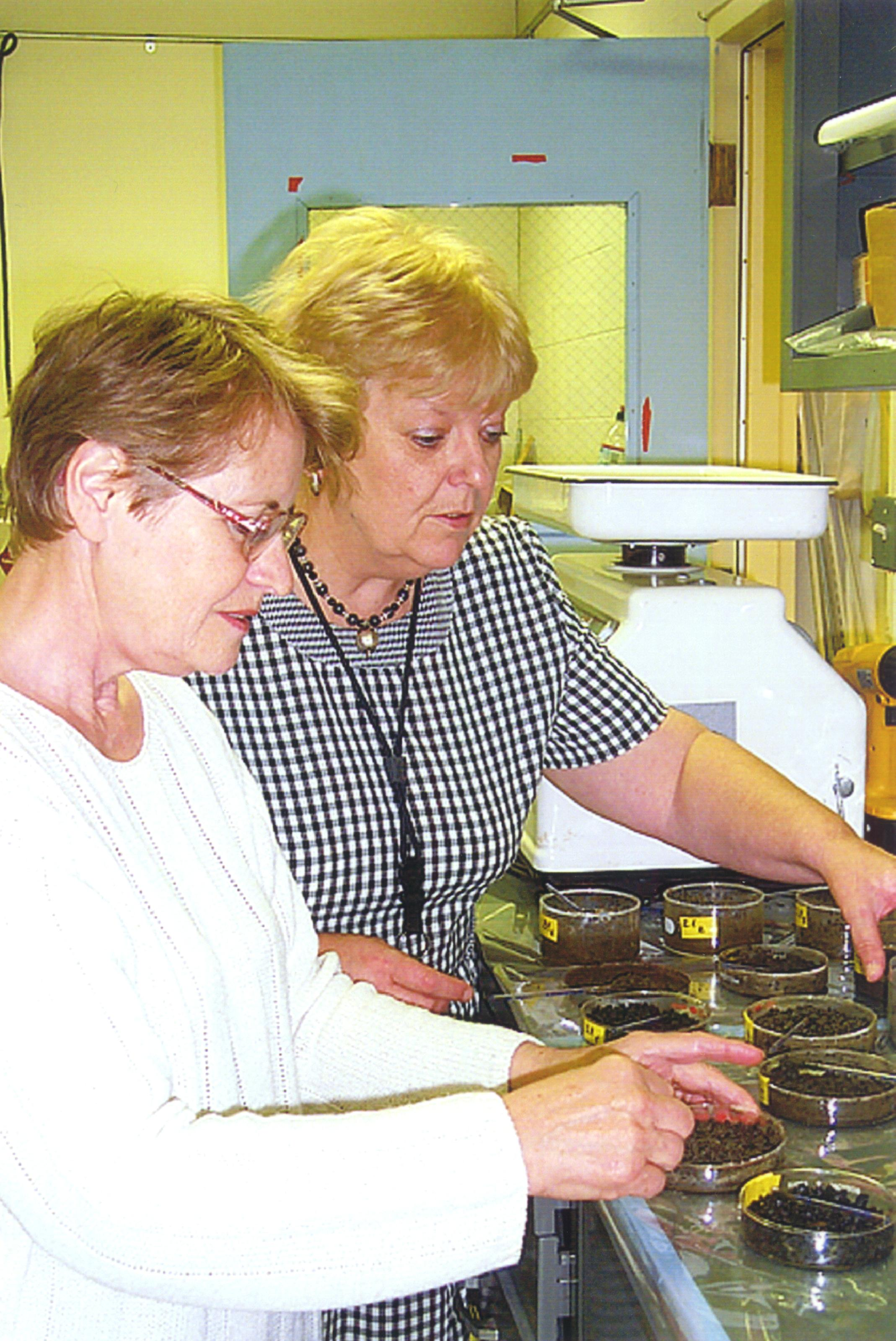
Dois cientistas preparam amostras de solo misturado com óleo para testar a capacidade de um microrganismo de limpar solo contaminado

É usado em solos para remover contaminantes e poluentes. Microrganismos desempenham um papel fundamental em muitos ciclos de biogeoquímica e podem afetar diversas propriedades do solo, como a biotransformação de minerais, toxicidade, entre outros. Os microrganismos desempenham um papel na desintoxicação de diversos elementos, como metais, radionuclídeos, enxofre e fósforo. Treze metais são considerados poluentes prioritários (Sb, As, Be, Cd, Cr, Cu, Pb, Ni, Se, Ag, Tl, Zn, Hg).
Muitos metais pesados, como o cromo (Cr), em baixas concentrações, são micronutrientes essenciais no solo, porém podem ser tóxicos em concentrações mais altas. Metais pesados são adicionados ao solo por várias fontes, como a indústria e/ou fertilizantes. Os níveis de toxicidade e biodisponibilidade do cromo dependem dos estados de oxidação do cromo. Duas das espécies de cromo mais comuns são Cr(III) e Cr(VI). O Cr(VI) é altamente biodisponível e mais tóxico para a flora e a fauna, enquanto o Cr(III) é menos tóxico e precipita facilmente em solos com pH >6. Utilizar microrganismos para facilitar a transformação de Cr(VI) em Cr(III) é uma técnica ambientalmente amigável e de baixo custo para ajudar a mitigar a toxicidade no meio ambiente.

### Minas
Outra aplicação da geomicrobiologia é a biolixiviação. Esse processo remove metais pesados dos resíduos das minas, que é um dos principais problemas ambientais associados à drenagem ácida de minas (junto com o baixo pH). Técnicas de biorremediação também são utilizadas em água superficial e água subterrânea contaminadas. Estudos mostraram que a produção de bicarbonato por microrganismos, como as bactérias redutoras de sulfato, adiciona alcalinidade para neutralizar a acidez das águas de drenagem das minas. Íons de hidrogênio são consumidos enquanto bicarbonato é produzido, o que leva a um aumento no pH (redução da acidez).

### Hidrocarbonetos
Microrganismos podem afetar a qualidade de depósitos de óleo e gás através de seus processos metabólicos. Microrganismos podem influenciar o desenvolvimento de hidrocarbonetos estando presentes no momento da deposição dos sedimentos ou dispersando-se para colonizar reservatórios após a geração dos hidrocarbonetos.